# دامنیتسه
دامنیتسه (به چکی: Damnice) یک منطقهٔ مسکونی در جمهوری چک است که در ناحیه زنویمو واقع شده‌است. دامنیتسه ۷٫۹۹ کیلومتر مربع مساحت و ۳۳۳ نفر جمعیت دارد و ۱۹۸ متر بالاتر از سطح دریا واقع شده‌است.